# Аманье III д’Альбре
Аманье III (II) (фр. Amanieu III (II); умер до 1140) — сеньор д’Альбре, вероятно, сын Бернара Эзи I.

## Биография

### Правление
По реконструкции Ж. де Жургена, Аманье II был сыном Бернара Эзи I. Впервые он упоминается в 1097 году в числе гасконских сеньоров, отправившихся в Первый крестовый поход в армии графа Тулузы Раймунда IV. Он принимал участие в осаде Иерусалима (лето 1099 года), причём при захвате города 14 июля он ворвался в него вторым, следом за Готфридом Бульонским.
Около 1125 года Аманье подписался в хартии о пожертвовании монастырю Гран-Сов, данной герцогом Гаскони и Аквитании Гильомом IX аббату Жоффруа II.
Аманье умер до 1140 года, ему наследовал Бернар Эзи II.

### Брак и дети
Имя жены Аманье неизвестно. По предположению Жургена, его сыновьями были:
- Бернар Эзи II (ум. до 1155), сеньор д’Альбре
- Этьен (Стефан) де Лебре (ум. после 1126), архидьякон в База